# Castellfollit de la Roca (kommun)
Castellfollit de la Roca är en kommun i Spanien.   Den ligger i provinsen Província de Girona och regionen Katalonien, i den östra delen av landet, 600 km öster om huvudstaden Madrid. Antalet invånare är 999. Arean är 0,73 kvadratkilometer. Castellfollit de la Roca gränsar till Montagut i Oix och Sant Joan les Fonts. 
Terrängen i Castellfollit de la Roca är platt åt sydost, men åt nordväst är den kuperad.